# 梁鸿鹰
梁鸿鹰（1962年6月—），曾用名梁红鹰，笔名文羽，男，汉族，内蒙古磴口人，中国文学评论家，中国作家协会主席团委员，中国文艺评论家协会理事。